# Seyssins
Seyssins là một xã thuộc tỉnh Isère trong vùng Rhône-Alpes đông nam nước Pháp. Xã này nằm ở khu vực có độ cao trung bình 301 mét trên mực nước biển. Theo điều tra dân số năm 2006 của INSEE có dân số là 6861 người.